# Circuito di Campione d'Italia 1946
Il Circuito di Campione d'Italia 1946 fu una gara automobilistica svoltasi il 23 giugno 1946 nell'omonima exclave italiana.

## Storia
Dopo la prima edizione del 1937, riservate a vetture di 1500 cc, Campione d'Italia non riusci a riproporre negli anni successivi la gara anche a causa della seconda guerra mondiale.
Conclusosi il conflitto, venne organizzata questa seconda edizione del 1946 con due classi di gara, una per vetture di cilindrata 1100cc, l'altra per vetture di cilindrata 750cc. Questa sarà anche l'ultima edizione del gran premio.

## Gara

### Classe 1100
La formula adottata per la competizione prevedeva due batterie di qualifica sulla distanza di 30 giri, corse nella medesima giornata della gara, a ciascuna delle quali era ammesso un diverso gruppo di piloti. I migliori piazzati di ciascuna batteria acquisivano il diritto a partecipare alla gara finale prevista sulla distanza di 40 giri.
Le due batterie di qualifica furono vinte da Alberto Comirato e Franco Bertani, con il primo che ottenne la pole position avendo concluso la propria batteria in un tempo minore.
La gara, che vide il ritiro di Tazio Nuvolari, fu dominata da Alberto Comirato che si aggiudicò giro veloce e vittoria finale.

### Classe 750
La formula adottata per la competizione prevedeva due batterie di qualifica sulla distanza di 15 giri, corse nella medesima giornata della gara, a ciascuna delle quali era ammesso un diverso gruppo di piloti. I migliori piazzati di ciascuna batteria acquisivano il diritto a partecipare alla gara finale prevista sulla distanza di 30 giri.
Le due batterie di qualifica furono vinte da Sesto Leonardi e Leoni, con il primo che ottenne la pole position avendo concluso la propria batteria in un tempo minore.
La vittoria arrise a Sesto Leonardi.

## Fonti
- (EN) Circuito di Campione D'Italia [S1.1], su racingsportscars.com, Racing Sport Cars. URL consultato il 20 agosto 2025 (archiviato il 15 settembre 2024).
- (EN) Circuito di Campione D'Italia [S750], su racingsportscars.com, Racing Sport Cars. URL consultato il 20 agosto 2025 (archiviato il 19 giugno 2017).
- (EN) Circuito di Campione D'Italia [S1.1] - (Qualifying Heat Results), su racingsportscars.com, Racing Sport Cars. URL consultato il 20 agosto 2025 (archiviato il 20 agosto 2025).
- (EN) Circuito di Campione D'Italia [S750] - (Qualifying Heat Results), su racingsportscars.com, Racing Sport Cars. URL consultato il 20 agosto 2025 (archiviato il 20 agosto 2025).
- Circuito Campione - La rievocazione, su circuitocampione.com. URL consultato il 20 agosto 2025 (archiviato il 17 maggio 2025).